# Miss Kosovo

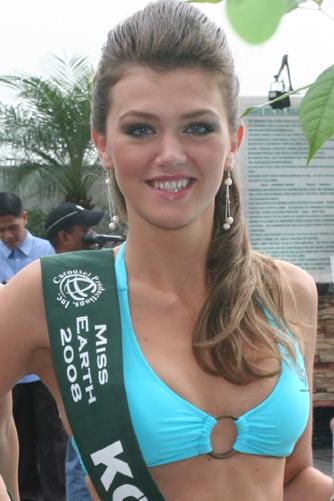
Yllka Berisha, Miss Kosovo 2007.

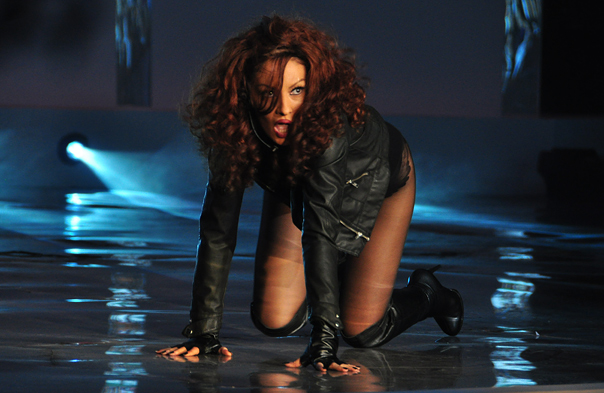
Adelina Ismajli, Miss Kosovo 1997.

Miss Kosovo è un concorso di bellezza femminile che si tiene annualmente in Kosovo dal 1994.
In due occasioni le vincitrici di Miss Kosovo hanno vinto anche Miss Albania: Venera Mustafa nel 1999 ha vinto entrambi i titoli, mentre Agnesa Vuthaj è stata Miss Kosovo 2003 e Miss Albania 2004.
Già prima della dichiarazione d'Indipendenza del 17 febbraio 2008, due rappresentanti del Kosovo avevano partecipato a Miss Terra: nel 2002 Teuta Hoxha, e nel 2003 Mirjeta Zeka..
Dal 2008 è stato istituito il concorso Miss Universo Kosovo, attraverso il quale vengono selezionate le rappresentanti kosovare per Miss Universo. Attualmente il miglior risultato ottenuto dal Kosovo a Miss Universo è stato il terzo posto ottenuto da Marigona Dragusha nel 2009.

## Albo d'oro

### Miss Kosovo
| Anno | Vincitrice        |
| ---- | ----------------- |
| 1994 | Afërdita Paçarada |
| 1995 | Blerta Syla       |
| 1996 | Diellza Kollgeci  |
| 1997 | Adelina Ismajli   |
| 1999 | Venera Mustafa    |
| 2000 | Mimoza Harxhi     |
| 2001 | Albina Hashani    |
| 2002 | Njomëza Rozhaja   |
| 2003 | Agnesa Vuthaj     |
| 2006 | Besa Gashi        |
| 2007 | Yllka Berisha     |
| 2008 | Kaqusha Thaçi     |
| 2009 | Elza Marku        |

### Miss Universo Kosovo
| Anno | Vincitrice        |
| ---- | ----------------- |
| 2008 | Zana Krasniqi     |
| 2009 | Marigona Dragusha |
| 2010 | Kështjella Pepshi |
| 2011 | Afërdita Dreshaj  |
| 2012 | Diana Avdiu       |